# Sibirila
Sibirila is een gemeente (commune) in de regio Sikasso in Mali. De gemeente telt 30.800 inwoners (2009).